# Pili Flores Guerra
José Luis «Pili» Flores-Guerra (Tacna, 1949) es un director de fotografía de nacionalidad peruana.

## Biografía
Inició como editor de los primeros largometrajes de Francisco Lombardi, un amigo de la infancia que lo convenció de dejar la carrera de ingeniería para adentrarse en cine. Después de su experiencia como director y fotógrafo en Cuentos inmorales, decidió seguir como director de fotografía.
Pili siguió trabajando con Lombardi en otros 5 proyectos, incluidos Maruja en el infierno y La ciudad y los perros. También trabajo con Felipe Degregori (Abisa a los compañeros), Luis Llosa (Fuego en el Amazonas), entre otros.
Actualmente es el presidente de la Asociación de Autores y Directores de Fotografía Cinematográfica Peruanos.

## Filmografía
Como director de fotografía
- Muerte de un magnate (1979)
- Aventuras prohibidas (1980)
- Maruja en el infierno (1983)
- La ciudad y los perros (1985)
- Fuego en el Amazonas (1993)
- Crack Down (1990)
- 800 Leagues Down the Amazon (1991)
- Full Phaton Five (1992)
- Sin compasión (1995)
- Pasajeros (2008)
- Vidas Paralelas (2007)
- El Inquisidor (2008)
- La tía Helga (2015)

Como editor
- Muerte al amanecer (1977)
- Cuentos inmorales (1978)
- Abisa a los compañeros (1980)

Como director
- Cuentos inmorales (Segundo Episodio: El Príncipe) (1978)